# Notre-Dame-du-Parc
Notre-Dame-du-Parc ist eine französische Gemeinde mit 185 Einwohnern (Stand: 1. Januar 2022) im Département Seine-Maritime in der Region Normandie (vor 2016 Haute-Normandie). Sie gehört zum Arrondissement Dieppe und zum Kanton Luneray (bis 2015 Kanton Longueville-sur-Scie). Die Einwohner werden Parcais genannt.

## Geographie
Notre-Dame-du-Parc liegt etwa 23 Kilometer südsüdöstlich von Dieppe im Pays de Caux. Umgeben wird Notre-Dame-du-Parc von den Nachbargemeinden Les Cent-Acres im Norden und Nordosten, Le Catelier im Nordosten, Cropus im Osten, Heugleville-sur-Scie im Süden und Südwesten, Gonneville-sur-Scie im Westen sowie Saint-Créspin im Nordwesten.

## Bevölkerungsentwicklung
| Jahr                      | 1962 | 1968 | 1975 | 1982 | 1990 | 1999 | 2006 | 2013 |
| Einwohner                 | 139  | 123  | 115  | 132  | 130  | 128  | 153  | 153  |
| Quelle: Cassini und INSEE |      |      |      |      |      |      |      |      |

## Sehenswürdigkeiten
- Kirche Notre-Dame